# Фулла, Людовит
Людовит Фулла (словац. Ľudovít Fulla; 27 февраля 1902, Ружомберок, Австро-Венгрия (ныне — в Жилинском крае, Словакия) — 21 апреля 1980, Братислава) — словацкий живописец, иллюстратор, график, сценограф, педагог. Профессор. Народный художник ЧССР (1963).
Один из самых видных деятелей словацкой культуры XX-го века.

## Биография
В 1922—1927 годах обучался в Художественно-промышленной школе в Праге. В 1929—1939 преподавал в Школе искусств и ремёсел в Братиславе, внедрял прогрессивные идеи, близкие немецкому Баухаузу.
За свою работу «Песни и труд» в 1937 удостоен Гран-при на Всемирной выставке в Париже. В 1949—1952 годы был главой департамента монументально-декоративной живописи в недавно созданной Академии изящных искусств в Братиславе, которую оставил по политическим мотивам.
В 1956—1962 жил в г. Жилина, где основал персональную галерею. Посвятил себя живописи, графике, рисунку, сценографии и книжной иллюстрации.
Внёс значительный вклад в становление словацкого модернизма. Творчески преломлял отдельные приёмы фовизма и народного лубка.
Его персональный стиль характеризуется особой «поэтической образностью», опирающийся на синтез рациональных и эмоциональных элементов, яркие цвета, знание народного искусства, восточно-славянскую иконографию и мир модернизм.
Л. Фулла в 1920-е годы был вдохновлён Пражским модерном. В своих работах, применял творческие принципы Василия Кандинского, Марка Шагала, Пабло Пикассо и Пауля Клее.
Он и его друг Микулаш Галанда были авторами манифеста словацких модернистов.
Произведения Фуллы («Словацкая девушка», «Воздушные шары», «Словацкая Мадонна», «Сельская свадьба» и др.) отличаются эпической обобщенностью образного строя, декоративностью колорита.
Л. Фулла известен также как живописец-монументалист (росписи костёла в Клижске-Градиште, 1932—1934) и книжный иллюстратор.